# Делта одред 2
Делта одред 2 (енгл. The Delta Force 2:The Colombian Connection) познат и под називом Делта одред 2: Колумбијска веза  је амерички акциони филм из 1990. године са Чаком Норисом у главној улози.

## Радња филма
У овом филму Чак Норис репризира улогу мајора Скота Мекоја. Он предводи Делта тим кроз измишљену латиноамеричку државу Сан Карлос како би спасао таоце и прекинуо кријумчарење кокаина у Сједињене државе.